# شاپرک‌های فنجانی
شاپرک‌های فنجانی (نام علمی: Limacodidae) نام یک تیره از راسته پروانه‌سانان است.